# Jules Barthélemy-Saint-Hilaire
Pour les articles homonymes, voir Saint-Hilaire.
Jules Barthélemy-Saint-Hilaire, né le 19 août 1805 à Paris où il est mort le 24 novembre 1895, est un philosophe, journaliste et homme d'État français, parfois présumé fils de l'empereur Napoléon Ier.

## Biographie

### Origines
Jules Barthélemy-Saint-Hilaire était un enfant naturel, né dans l'ancien 1er arrondissement de Paris de père inconnu, en 1805, au début du Premier Empire. Selon certains auteurs, il serait un fils de Napoléon Ier, mais Barthélemy-Saint-Hilaire ne fait jamais état de cette parenté et semble même gêné par cette supposition.

### Études et début de carrière

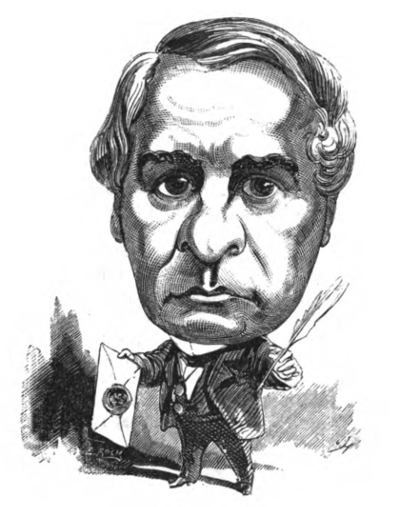
Portrait charge paru dans Le Trombinoscope de Touchatout (1873).

Il fait ses études au lycée Louis-le-Grand, puis au collège de Bourbon. Il entre au ministère des Finances en 1825, puis se tourne vers le journalisme. Il collabore au Globe (1826-1830), au National (1830-1834), au Courrier français (1831-1834) et au Constitutionnel. Il s'oppose à la politique conservatrice de Charles X. Il renonce à la politique afin de se consacrer à l'histoire de la philosophie antique et entreprend une traduction d'Aristote, qui l'occupera une grande partie de sa vie, de 1837 à 1892. Il en retire une certaine réputation, qui lui permet d'obtenir une chaire de philosophie antique au Collège de France en 1838 et un siège à l'Académie des sciences morales et politiques en 1839. 

### L'homme politique
Après la Révolution de 1848, il est élu député républicain du département de Seine-et-Oise, mais est obligé de se retirer après le coup d'État de Louis Napoléon en 1851. En 1855, il est membre de la commission internationale chargée d'étudier le projet de Ferdinand de Lesseps de percement du canal de Suez en Égypte. Ses articles contribuent en grande partie à rendre le projet populaire en France.
Élu député en 1869, il rejoint l'opposition à l'Empire, au sein de la Gauche puis de la Gauche constitutionnelle. En 1871, il contribue à l'élection de Thiers, agissant comme son secrétaire général de la présidence de la République. Nommé sénateur à vie en 1875, il prend place parmi les républicains modérés et, du 23 septembre 1880 au 14 novembre 1881, il est ministre des Affaires étrangères dans le gouvernement Jules Ferry. 

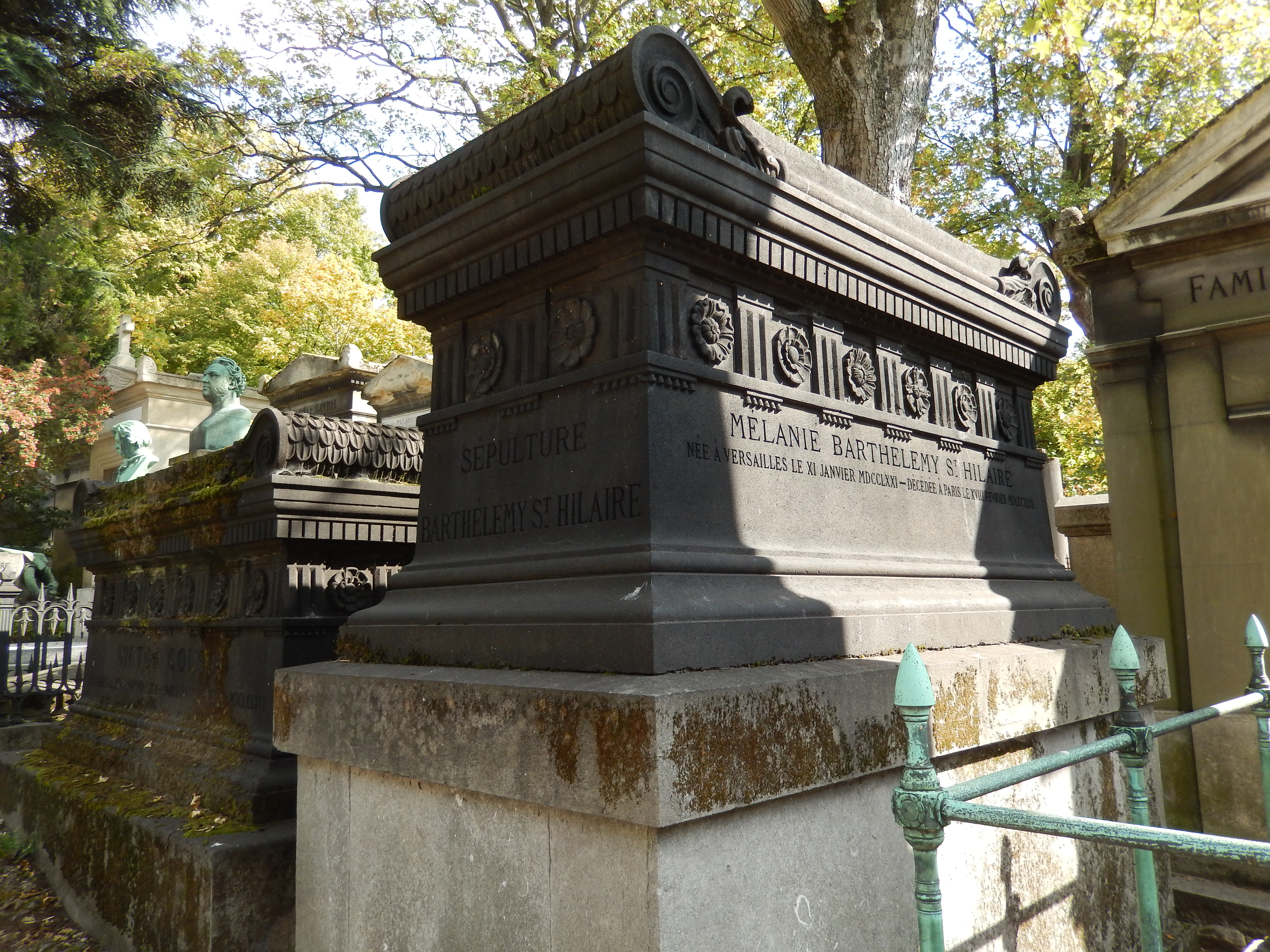
Tombe de Barthélemy-Saint-Hilaire, au Père-Lachaise.

L'événement le plus important de son administration est l'annexion de Tunis sous la forme d'un protectorat français, qu'il a activement favorisée.

### Fin de vie
À sa mort en 1895, outre la traduction d'Aristote et plusieurs études liées au même sujet, il laisse un certain nombre d'ouvrages, dont Des Védas (1854), Du Bouddhisme (1856) et Mahomet et le Coran (1865). Il est enterré au cimetière du Père-Lachaise (division 4).

Il vivait 14 boulevard Flandrin (16e arrondissement de Paris).
| - Jules Barthélemy-Saint-Hilaire, photographié par Eugène Appert. - Jules Chaplain, portrait en médaillon de Jules Barthélemy-Saint-Hilaire, 1889, Metropolitan Museum of Art, New York. - Jules Barthélemy-Saint-Hilaire, photographie de Charles Reutlinger. - Photographie de Jules Barthélemy-Saint-Hilaire. - Portrait de Barthélemy-Saint-Hilaire. |

## Publications
- De la Logique d’Aristote, Paris : Ladrange, 1838
- Ouverture du cours de philosophie grecque et latine, Paris : H. Fournier, 1838
- De l’École d’Alexandrie : rapport à l’Académie des sciences morales et politiques, précédé d’un Essai sur la méthode des Alexandrins et le mysticisme. L’ouvrage contient en complément une traduction des morceaux choisis de Plotin, Paris : Ladrange, 1845
- De la vraie Démocratie, Paris : Pagnerre, 1849
- Des Védas, Paris : B. Duprat, 1854. Texte en ligne
- Rapport concernant les mémoires envoyés pour concourir au prix de philosophie : proposé en 1848 et à décerner en 1853, sur la comparaison de la philosophie morale et politique de Platon et d’Aristote avec les doctrines des plus grands philosophes modernes sur les mêmes matières, au nom de la section de philosophie. Discours lu à l’Académie des sciences morales et politiques, dans la séance du 14 mai 1853, Paris : Firmin Didot, 1854
- Du Bouddhisme, Paris : B. Duprat, 1855. Texte en ligne
- Lettres sur L’Égypte, Paris : Michel Lévy frères, 1856. Texte en ligne
- Le Bouddha et sa religion, Paris : Didier, 1860
- Rapport fait au nom de la section de philosophie sur le concours relatif à la question du Beau, Paris : Firmin Didot, 1862
- Mahomet et le Coran : précédé d’une Introduction sur les devoirs mutuels de la philosophie et de la religion. Le livre connaît un second tirage la même année, Paris : Didier, 1865
- Du Bouddhisme et de sa littérature à Ceylan et en Birmanie, Hambourg, 1866. Réédition : Éditions Bélénos, 2002.  (ISBN 2-9806911-0-0)
- De la métaphysique : sa nature et ses droits dans ses rapports avec la religion et avec la science pour servir d'introduction à la métaphysique d'Aristote, Paris, Éd. Germer Baillière, coll. «Bibliothèque de philosophie contemporaine», 1879.
- Le Christianisme et le bouddhisme : trois lettres adressées à M. l’abbé Deschamps, la 1re à l’occasion d’une publication de M. Deschamps, ayant pour titre Le Bouddhisme et l’apologétique chrétienne ; la 2e en réponse à l’envoi d’une étude biblique du même auteur ayant pour titre La Découverte du livre de la loi et la théorie du coup d’État d’après les derniers travaux ; la 3e qui confirme les deux précédentes et en autorise la publication, Paris : Ernest Laroux, 1880. Texte en ligne
- L’Inde anglaise, son état actuel, son avenir : précédé d’une introduction sur l’Angleterre et la Russie, Hambourg, 1887
- La Philosophie dans ses rapports avec les sciences et la religion, Paris : F. Alcan, « Bibliothèque de philosophie contemporaine », 1889. Texte en ligne
- Étude sur François Bacon : suivie du Rapport à l’Académie des sciences morales et politiques, sur le concours ouvert pour le prix Bordin, Paris : F. Alcan, 1890
- Aristote et l’histoire de la Constitution athénienne, Paris : Administration des deux revues, 1891. Texte en ligne
- M. Victor Cousin, sa vie et sa correspondance, Paris : Hachette, 1892. Texte en ligne
- Traduction générale d’Aristote. Table alphabétique des matières, Paris : F. Alcan, 1892. Texte en ligne
- Socrate et Platon, ou le Platonisme, Chartres : Durand, 1896

Traductions
- Pensées de Marc-Aurèle, Paris : G. Baillière, 1876. Texte en ligne
- Physique d'Aristote ou Leçons sur les principes généraux de la nature, Paris : Ladrange : A. Durand, 2 volumes, 1862. Texte en ligne 1 2
- Politique d'Aristote, Paris : Ladrange, 1874.  Texte en ligne
- Métaphysique d'Aristote,
- Morale d'Aristote, Paris : Ladrange, 1856.

Articles
- « Collège de France – de la Renaissance du Péripatétisme », Revue des Deux Mondes, tome 13, janvier-mars 1838 Texte sur Wikisource